# Коваленко, Сергей Викторович
Серге́й Ви́кторович Ковале́нко (укр. Сергій Вікторович Коваленко; род. 10 мая 1984, Чернигов) — украинский футболист, нападающий.

## Биография
Воспитанник черниговского футбола. Первые тренеры – Евгений Петренко, Евгений Добраницкий. Далее продолжил обучение в московском «Спортакадемклубе», откуда в 2001 году вместе с Ильясом Зейтуллаевым и Виктором Будянским перешёл в молодёжную команду итальянского «Ювентуса». В «Ювентусе» он выступал с сезона 2001/02, однако ему так и не удалось найти место в команде, и после двух лет в дубле был отдан в аренду в римский клуб «Лодиджани».
Из Италии он переехал в Бельгию, где выступал за льежский «Стандард». В составе «Стандарда» Коваленко стал серебряным призёром чемпионата Бельгии 2004/05 и дошёл до полуфинала Кубка Бельгии. Однако в следующем сезоне результативность нападающего снизились, и он был отдан в аренду в «Локерен», где он лишь раз вышел на замену, из-за конфликта с тренером Славолюбом Муслиным. В сезоне 2007/08 выступал за «Руселаре».
11 августа 2008 года Сергей Коваленко подписал контракт с луцкой «Волынью». Затем играл за белорусские ФК «Торпедо», ФК «Белшина», далее вернулся на Украину и перешёл в ФК «Полесье» но так и не сыграл за клуб. В 2012 году вернулся в Белоруссию где играл за ФК «Нафтан». С марта 2013 года и до конца сезона будет играть за ПФК «Сумы».